# Ma Yongkang
Ma Yongkang (Qingdao, 9 marzo 1977) è un ex calciatore cinese, di ruolo difensore.